# Eigo Satō
Eigo  Satō (jap. 佐藤 英吾, Satō Eigo; * 30. Oktober 1978 in Iwaki, Präfektur Fukushima; † 28. Februar 2013 ebenda) war ein international bekannter japanischer Freestyle-Motocrosspilot.

## Leben
Satō kam mit 17 Jahren zum Motocross. Nach seiner Auswanderung in die Vereinigten Staaten nahm er dort an diversen Amateurwettkämpfen teil. Nach seiner Rückkehr nach Japan nahm er ab 2001 an FMX-Veranstaltungen teil, in denen er eine Yamaha YZ250 einsetzte. Ab 2005 war er regelmäßig Teilnehmer der Red Bull X-Fighters World-Tour. Seine besten Platzierungen in dieser Zeit waren zwei Zweite Plätze, die er im Jahr 2009 erringen konnte. Insgesamt startete Satō bei den Red-Bull X-Fighters 27 mal; 17 mal erreichte er dabei das Viertelfinale.
Am 27. Februar 2013 verunglückte Satō während eines Trainings im japanischen Iwaki. Nach einem missglückten Backflip stürzte er schwer zu Boden. Satō wurde ins Krankenhaus eingeliefert und erlag dort tags darauf seinen Verletzungen. Er hinterließ seine Frau Kaori und seinen 3 Jahre alten Sohn Eidai.

## Internationale Erfolge

### 2005
- 9. Platz, Red Bull X-Fighters in Madrid[6]

### 2006
- 8. Platz, Red Bull X-Fighters in Mexiko-Stadt
- 6. Platz, Red Bull X-Fighters in Madrid[7]

### 2007
- 5. Platz: Red Bull X-Fighters in Mexiko-Stadt
- 5. Platz: Red Bull X-Fightersin  Slane Castle
- k.T.: Red Bull X-Fighters in Madrid

Er beendete die Saison mit 100 Punkten auf den fünften Gesamtrang.

### 2008

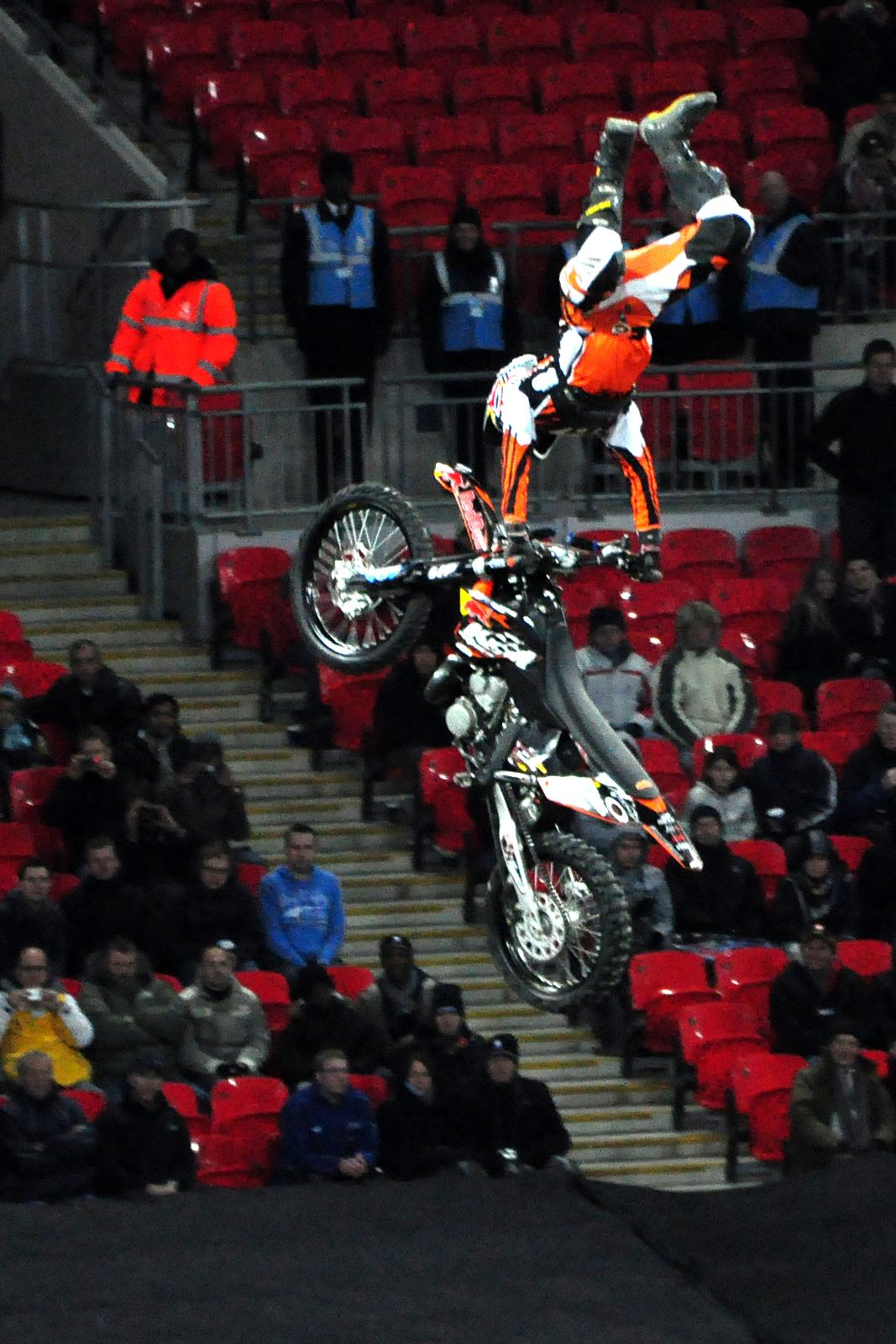
Red Bull X-Fighter 2008 beim Race of Champions im Wembley-Stadion.

- 7. Platz: Red Bull X-Fighters in Mexiko-Stadt
- 6. Platz: Red Bull X-Fighters in Rio de Janeiro
- k.T.: Red Bull X-Fighters in Texas
- k.T.: Red Bull X-Fighters in Madrid
- k.T.: Red Bull X-Fighters in Wuppertal
- k.T.: Red Bull X-Fighters in Warschau

Er beendete die Saison mit 65 Punkten auf den neunten Gesamtrang.

### 2009
- 2. Platz: Red Bull X-Fighters in Mexiko-Stadt
- 2. Platz: Red Bull X-Fighters in Calgary
- 4. Platz: Red Bull X-Fighters in Fort Worth
- 9. Platz: Red Bull X-Fighters in Madrid
- 8. Platz: Red Bull X-Fighters in London

Er beendete die Saison mit 240 Punkten auf den vierten Gesamtrang.

### 2010
- 6. Platz: Red Bull X-Fighters in Mexiko-Stadt
- 2. Platz: Red Bull X-Fighters in Kairo
- k.T.: Red Bull X-Fighters in Moskau
- k.T.: Red Bull X-Fighters in Madrid
- k.T.: Red Bull X-Fighters in London

Er beendete die Saison mit 125 Punkten auf den achten Gesamtrang.

### 2011
- 6. Platz: Red Bull X-Fighters in Dubai
- 5. Platz: Red Bull X-Fighters in Brasília
- 6. Platz: Red Bull X-Fighters in Rom
- 12. Platz: Red Bull X-Fighters in Madrid
- 3. Platz: Red Bull X-Fighters in Posen
- 12. Platz: Red Bull X-Fighters in Sydney

Er beendete die Saison mit 185 Punkten auf den sechsten Gesamtrang.

### 2012
- 9. Platz: Red Bull X-Fighters in Dubai
- 5. Platz: Red Bull X-Fighters in Glen Helen
- 6. Platz: Red Bull X-Fighters in Madrid
- 3. Platz: Red Bull X-Fighters in München
- 5. Platz: Red Bull X-Fighters in Sydney

Er beendete die Saison mit 190 Punkten auf den fünften Gesamtrang.